# GeForce 9

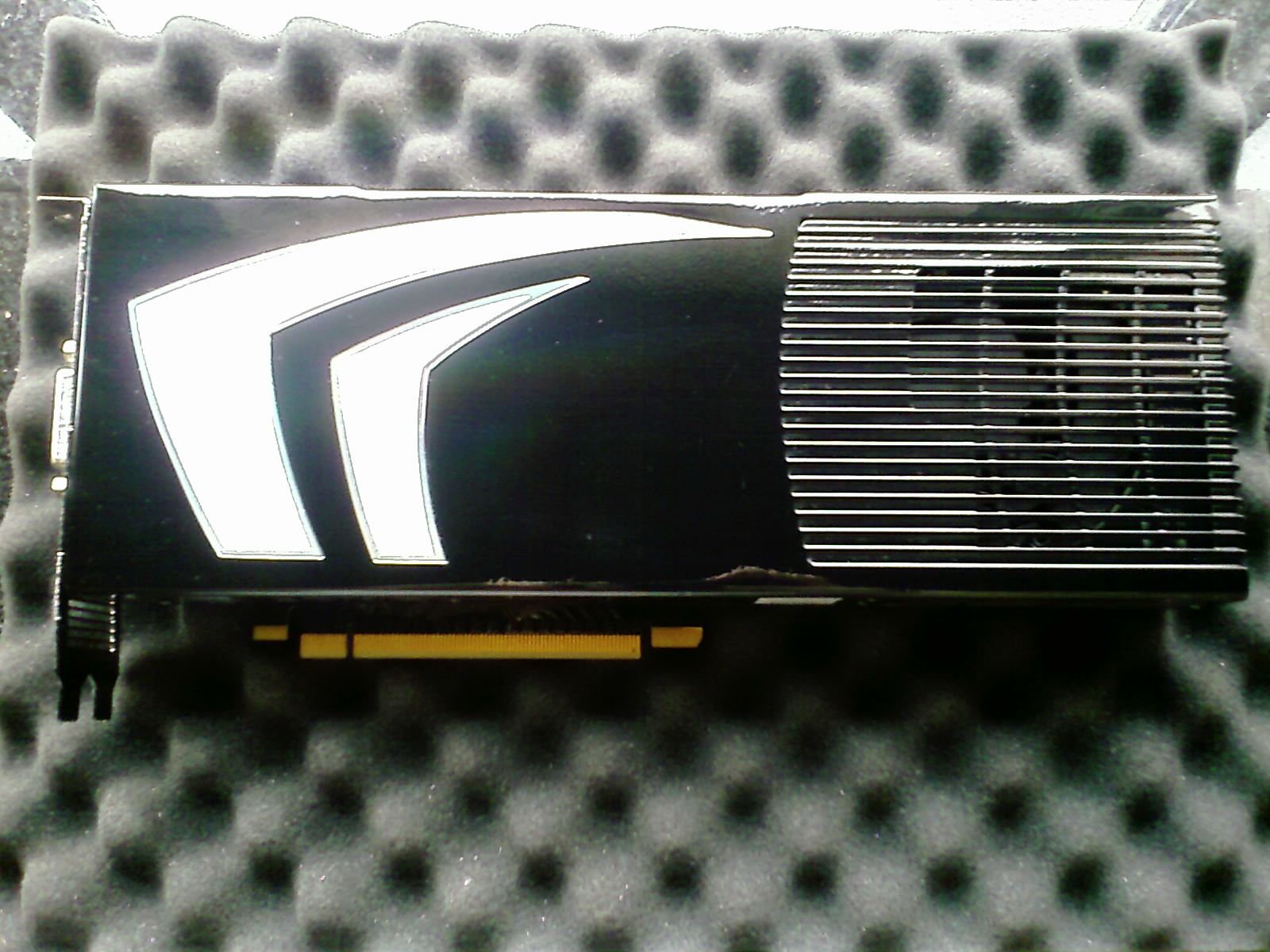
NVIDIA GeForce 9800 GX2

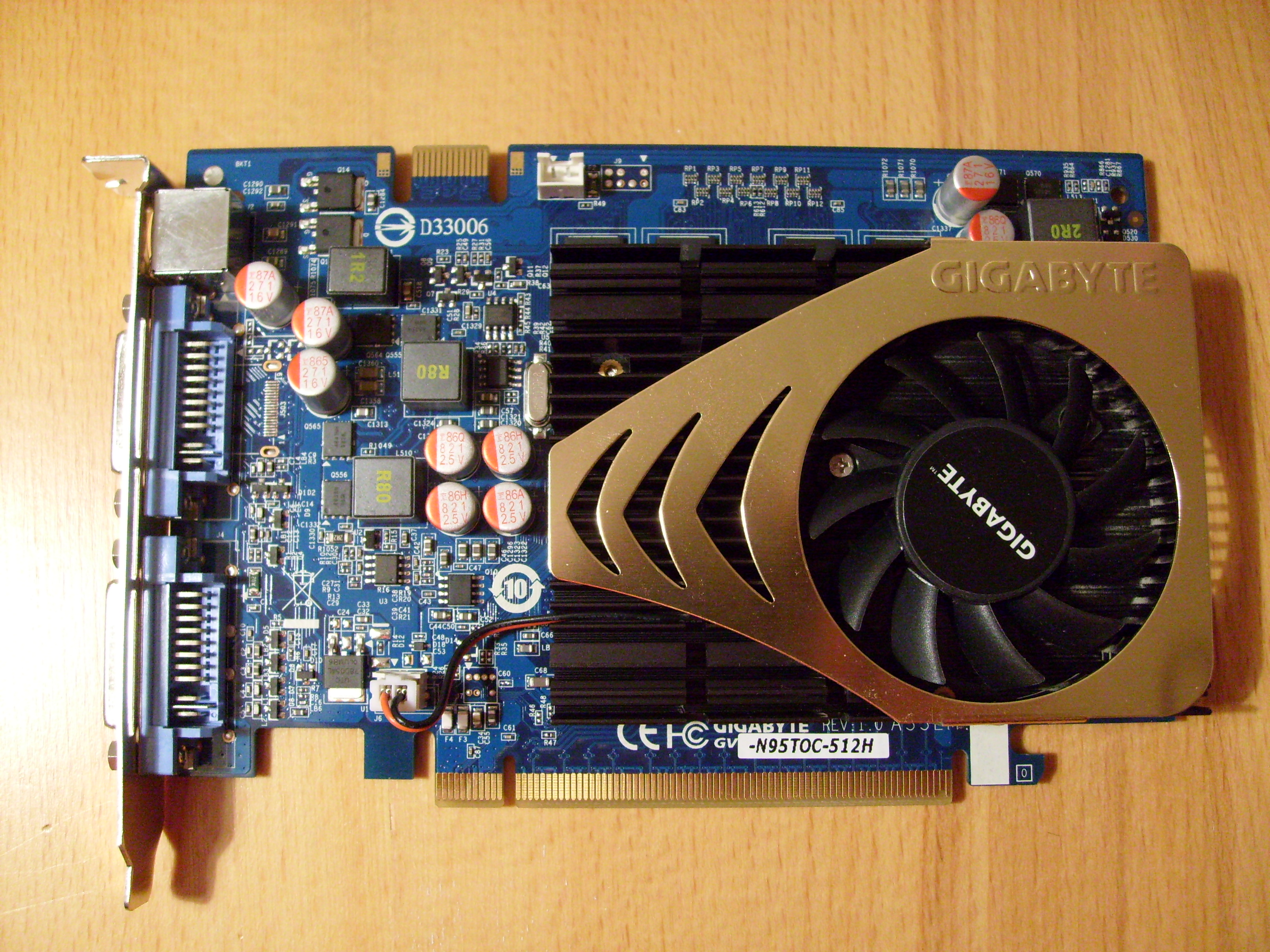
Gigabyte GeForce 9500 GT

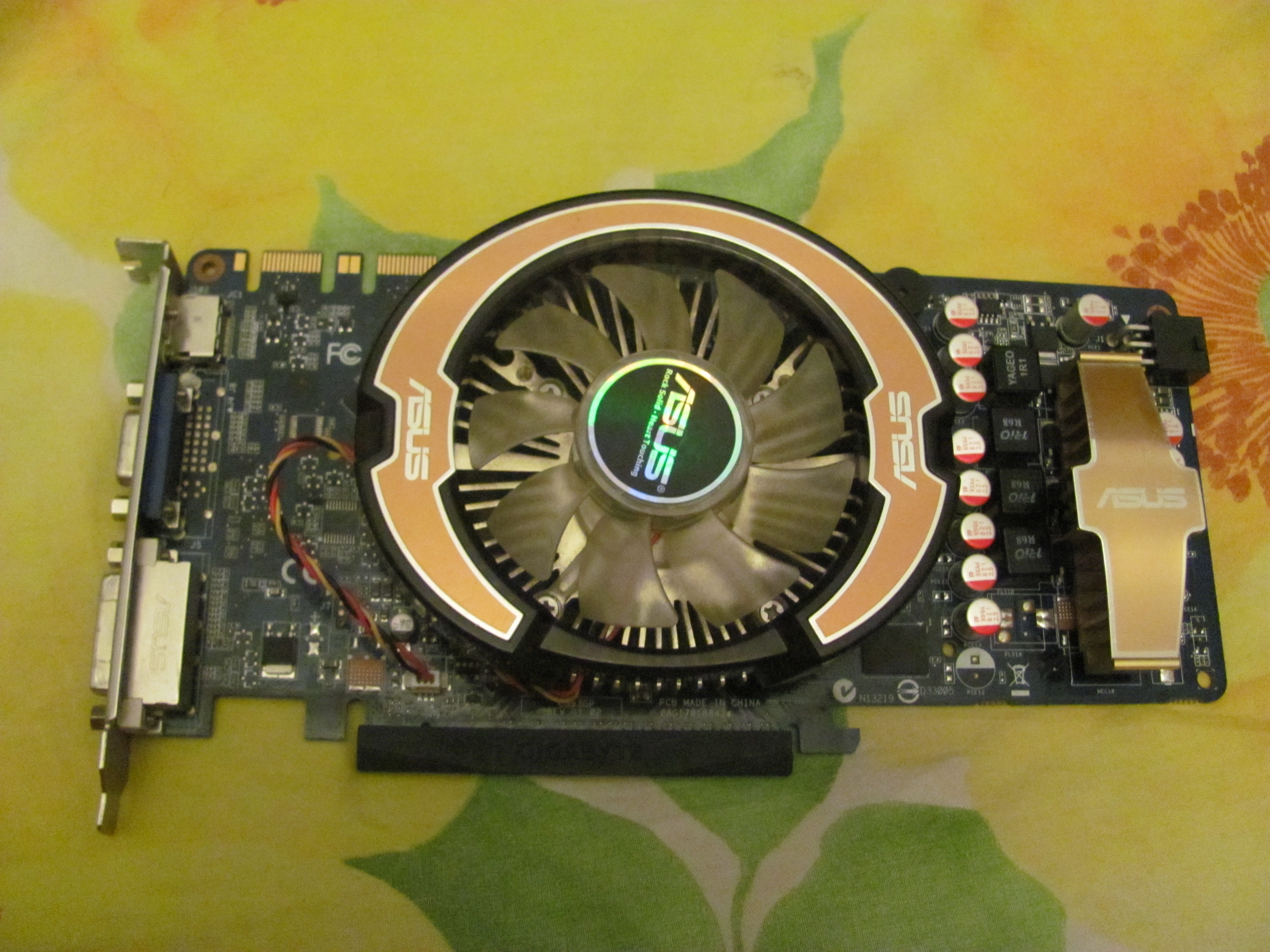
Asus GeForce 9800 GT

GeForce 9 — поколение графических микропроцессоров семейства GeForce компании NVIDIA, базирующееся на модернизированной архитектуре G80, которая использовалась в видеокартах серии GeForce 8. Видеокарты верхнего ценового диапазона, которые базируются на графическом процессоре G92, являются ничем иным как переименованные видеокарты предыдущего поколения. Первая модель GeForce 9 появилась 29 февраля 2008 года.

## Технические характеристики GeForce 9 серии
| Модель                              | 9800                                | 9800                                | 9800                                | 9800                                | 9800                                | 9600                                | 9600                                | 9600                                | 9600                                | 9500                                | 9400                                | 9300                                |
| Модель                              | GX2                                 | GTX+                                | GTX                                 | GT                                  | GT Green                            | GT                                  | GT Green                            | GSO 512                             | GSO                                 | GT                                  | GT                                  | GS                                  |
| ----------------------------------- | ----------------------------------- | ----------------------------------- | ----------------------------------- | ----------------------------------- | ----------------------------------- | ----------------------------------- | ----------------------------------- | ----------------------------------- | ----------------------------------- | ----------------------------------- | ----------------------------------- | ----------------------------------- |
| Дата выхода                         | 18.03.08                            | 18.07.08                            | 01.04.08                            | 18.07.08                            | -                                   | 21.02.08                            | -                                   | -                                   | 29.04.08                            | 18.07.08                            | 26.08.08                            | -                                   |
| Графический процессор               | 2 x G92                             | G92b                                | G92                                 | G92 / G92b                          | G92b                                | G94                                 | G94b                                | G94                                 | G92                                 | G96                                 | G96                                 | G98                                 |
| Количество транзисторов, млн        | 2 x 754                             | 754                                 | 754                                 | 754                                 | 754                                 | 505                                 | 505                                 | 505                                 | 754                                 | 314                                 | 314                                 | -                                   |
| Техпроцесс, нм                      | 65                                  | 55                                  | 65                                  | 65 / 55                             | 55                                  | 65 / 55                             | 55                                  | 55                                  | 65                                  | 55                                  | 55                                  | 65                                  |
| Частота ядра, МГц                   | 600                                 | 738                                 | 675                                 | 600                                 | 550                                 | 650                                 | 600                                 | 650                                 | 550                                 | 550                                 | 550                                 | 567                                 |
| Частота шейдерного блока, МГц       | 1500                                | 1836                                | 1688                                | 1512                                | 1375                                | 1625                                | 1500                                | 1625                                | 1375                                | 1400                                | 1400                                | 1400                                |
| Количество потоковых процессоров    | 2 x 128                             | 128                                 | 128                                 | 112                                 | 112                                 | 64                                  | 64                                  | 48                                  | 96                                  | 32                                  | 16                                  | 8                                   |
| Количество текстурных блоков        | 2 x 64                              | 64                                  | 64                                  | 56                                  | 56                                  | 32                                  | 32                                  | 24                                  | 48                                  | 16                                  | 8                                   | 8                                   |
| Количество блоков растеризации      | 2 x 16                              | 16                                  | 16                                  | 16                                  | 16                                  | 16                                  | 16                                  | 16                                  | 12                                  | 8                                   | 8                                   | 4                                   |
| Производительность, GFLOPS          | 2 x 576                             | 705                                 | 648                                 | 504                                 | 462                                 | 312                                 | 288                                 | 234                                 | 396                                 | 134,4                               | 67,2                                | 33,6                                |
| Заполнение сцены, млрд пикс/с       | 2 x 9,6                             | 11,8                                | 10,8                                | 9,6                                 | 8,8                                 | 10,4                                | 9,6                                 | 7,8                                 | 6,6                                 | 4,4                                 | 4,4                                 | 2,2                                 |
| Заполнение сцены, млрд текс/с       | 2 x 38,4                            | 47,2                                | 43,2                                | 33,6                                | 30,8                                | 20,8                                | 19,2                                | 15,6                                | 26,4                                | 8,8                                 | 4,4                                 | 4,5                                 |
| Стандарт видеопамяти                | GDDR3                               | GDDR3                               | GDDR3                               | GDDR3                               | GDDR3                               | GDDR3                               | GDDR3                               | GDDR3                               | GDDR3                               | DDR2                                | DDR2                                | DDR2                                |
| Разрядность шины видеопамяти, бит   | 2 x 256                             | 256                                 | 256                                 | 256                                 | 256                                 | 256                                 | 256                                 | 256                                 | 192                                 | 128                                 | 128                                 | 64                                  |
| Частота видеопамяти, МГц            | 1000                                | 1100                                | 1100                                | 900                                 | 900                                 | 900                                 | 900                                 | 900                                 | 800                                 | 500                                 | 500                                 | 500                                 |
| Пропускная способность памяти, Гб/с | 2 x 64,0                            | 70,4                                | 70,4                                | 57,6                                | 57,6                                | 57,6                                | 57,6                                | 57,6                                | 38,4                                | 16,0                                | 16,0                                | 8,0                                 |
| Объём видеопамяти, Мб               | 2 x 512                             | 512 / 1024                          | 512 / 1024                          | 512 / 1024                          | 512 / 1024                          | 512 / 1024                          | 512 / 1024                          | 512                                 | 384                                 | 512                                 | 512                                 | 256                                 |
| Энергопотребление, Вт               | 265                                 | 140                                 | 165                                 | 105                                 | 75                                  | 95                                  | 60                                  | 90                                  | 100                                 | 50                                  | 50                                  | 30                                  |
| Интерфейс                           | PCI Express 2.0 x16                 | PCI Express 2.0 x16                 | PCI Express 2.0 x16                 | PCI Express 2.0 x16                 | PCI Express 2.0 x16                 | PCI Express 2.0 x16                 | PCI Express 2.0 x16                 | PCI Express 2.0 x16                 | PCI Express 2.0 x16                 | PCI Express 2.0 x16                 | PCI Express 2.0 x16                 | PCI Express 2.0 x16                 |
| Поддержка версий API                | Direct3D 10, OpenGL 3.3, OpenCL 1.1 | Direct3D 10, OpenGL 3.3, OpenCL 1.1 | Direct3D 10, OpenGL 3.3, OpenCL 1.1 | Direct3D 10, OpenGL 3.3, OpenCL 1.1 | Direct3D 10, OpenGL 3.3, OpenCL 1.1 | Direct3D 10, OpenGL 3.3, OpenCL 1.1 | Direct3D 10, OpenGL 3.3, OpenCL 1.1 | Direct3D 10, OpenGL 3.3, OpenCL 1.1 | Direct3D 10, OpenGL 3.3, OpenCL 1.1 | Direct3D 10, OpenGL 3.3, OpenCL 1.1 | Direct3D 10, OpenGL 3.3, OpenCL 1.1 | Direct3D 10, OpenGL 3.3, OpenCL 1.1 |
| Поддержка версии Shader Model       | Shader Model 4.0                    | Shader Model 4.0                    | Shader Model 4.0                    | Shader Model 4.0                    | Shader Model 4.0                    | Shader Model 4.0                    | Shader Model 4.0                    | Shader Model 4.0                    | Shader Model 4.0                    | Shader Model 4.0                    | Shader Model 4.0                    | Shader Model 4.0                    |

## Серия GeForce 9800

### NVIDIA GeForce 9800GX2
- Шина PCI Express 2.0;
- Два графических ядра G92-450 (65-нм), функционирующие на частоте 600 МГц;
- 256 (2 × 128) потоковых процессоров, работающие на частоте 1500 МГц;
- 1024 Мб (2 × 512 Мб) GDDR3 видеопамяти с 256-битным интерфейсом и частотой 1000 МГц;
- Потребляемая мощность составляет 265 Вт;
- Совместимость с DirectX 10.0 Shader Model 4.0 OpenGL 3.3;
- Поддержка Quad SLI.

Фактически является двойной картой на основе пары 8800GTS 512 Мб. Эта видеокарта является продолжением концепции двухчиповых акселераторов GX2, которые встречались в серии NVIDIA GeForce 7900.

### NVIDIA GeForce 9800GTX+
- Шина PCI Express 2.0;
- Графическое ядро G92b-400 (55-нм), функционирующее на частоте 738 МГц;
- 128 потоковых процессоров, работающие на частоте 1836 МГц;
- 1024 Мб или 512 Мб GDDR3 видеопамяти с 256-битным интерфейсом и частотой 1100 МГц;
- Потребляемая мощность составляет 140 Вт;
- Совместимость с DirectX 10.0 Shader Model 4.0 OpenGL 3.3;
- Поддержка 3-Way SLI.

Является версией GeForce 9800GTX на 55-нм техпроцессе с увеличенными частотами и меньшим энергопотреблением. По производительности немного превосходит AMD/ATI Radeon 4850. Позже была переименована в GeForce GTS 250.

### NVIDIA GeForce 9800GTX
- Шина PCI Express 2.0;
- Графическое ядро G92-400 (65-нм), функционирующее на частоте 675 МГц;
- 128 потоковых процессоров, работающие на частоте 1688 МГц;
- 1024 Мб или 512 Мб GDDR3 видеопамяти с 256-битным интерфейсом и частотой 1100 МГц;
- Потребляемая мощность составляет 168 Вт;
- Совместимость с DirectX 10.0 Shader Model 4.0 OpenGL 3.3;

Аналог NVIDIA GeForce 8800GTS 512 Мб с повышенными частотами. Очень быстро уступила своё место на рынке 9800GTX+, срочно выпущенной в ответ на выход AMD/ATI Radeon 4850/4870, которые обладали более высокой производительностью.

### NVIDIA GeForce 9800GT
- Шина PCI Express 2.0;
- Графическое ядро G92-400 (65-нм/55-нм), функционирующее на частоте 600 МГц;
- 112 потоковых процессоров;
- 1024 Мб или 512 МБ  GDDR3 видеопамяти с 256-битным интерфейсом;
- Потребляемая мощность составляет 105 Вт;
- Совместимость с DirectX 10.0 Shader Model 4.0 OpenGL 3.3;
- Поддержка 2-Way SLI.

Аналог NVIDIA GeForce 8800GT 512 Мб.

### NVIDIA GeForce 9800GT Green
- Шина PCI Express 2.0;
- Графическое ядро G92-400 (55-нм), функционирующее на частоте 550 МГц;
- 112 потоковых процессоров;
- 1024 Мб или 512 МБ  GDDR3 видеопамяти с 256-битным интерфейсом;
- Потребляемая мощность составляет 75 Вт;
- Совместимость с DirectX 10.0 Shader Model 4.0 OpenGL 3.3;
- Поддержка 2-Way SLI.

## Серия GeForce 9600

### NVIDIA GeForce 9600GT
- Шина PCI Express 2.0;
- Графическое ядро G94-300 (65-нм), функционирующее на частоте 650 МГц;
- 64 потоковых процессора;
- 1024 Мб или 512 Мб GDDR3 видеопамяти с 256-битным интерфейсом;
- Потребляемая мощность составляет 95 Вт;
- Совместимость с DirectX 10.0 Shader Model 4.0 OpenGL 3.3;

Является первой видеокартой NVIDIA GeForce 9 серии. Она имеет удвоенное количество потоковых процессоров и удвоенную разрядность шины видеопамяти по сравнению с GeForce 8600GT.

### NVIDIA GeForce 9600GT Green
- Шина PCI Express 2.0;
- Графическое ядро G94-300 (55-нм), функционирующее на частоте 600 МГц;
- 64 потоковых процессора;
- 1024 Мб или 512 Мб GDDR3 видеопамяти с 256-битным интерфейсом;
- Потребляемая мощность составляет 60 Вт;
- Совместимость с DirectX 10.0 Shader Model 4.0 OpenGL 3.3;

### NVIDIA GeForce 9600GS (OEM)
- Шина PCI Express 2.0;
- Графическое ядро G94 (55-нм), функционирующее на частоте 500 МГц;
- 48 потоковых процессоров;
- 768 Мб DDR2 видеопамяти со 192-битным интерфейсом;
- Потребляемая мощность неизвестна
- Совместимость с DirectX 10.0 Shader Model 4.0 OpenGL 3.3;

### NVIDIA GeForce 9600GSO
- Шина PCI Express 2.0;
- Графическое ядро G92-400 (65-нм), функционирующее на частоте 550 МГц;
- 96 потоковых процессоров;
- 384 Мб GDDR3 видеопамяти со 192-битным интерфейсом;
- Потребляемая мощность составляет 100 Вт;
- Совместимость с DirectX 10.0 Shader Model 4.0 OpenGL 3.3;

Бюджетная видеокарта, основанная на топовом видеопроцессоре NVIDIA G92, который был сильно обрезан. Видеокарта является аналогом NVIDIA GeForce 8800GS на более низких частотах.

### NVIDIA GeForce 9600GSO 512
- Шина PCI Express 2.0;
- Графическое ядро G94-300 (55-нм), функционирующее на частоте 650 МГц;
- 48 потоковых процессоров;
- 512 Мб GDDR3 видеопамяти с 256-битным интерфейсом;
- Потребляемая мощность составляет 90 Вт;
- Совместимость с DirectX 10.0 Shader Model 4.0 OpenGL 3.3;

Обновленная версия NVIDIA GeForce 9600GSO, которая выпускалась на видеопроцессоре, соответствующем ценовому сегменту. Сокращение вдвое количества потоковых процессоров привело к снижению производительности по сравнению с прошлой версией.

## Серия GeForce 9500

### NVIDIA GeForce 9500GT
- Шина PCI Express 2.0;
- Графическое ядро G96 (65-нм), функционирующее на частоте 550 МГц;
- 32 потоковых процессора;
- 512 Мб DDR2 видеопамяти со 128-битным интерфейсом;
- Потребляемая мощность составляет 50 Вт;
- Совместимость с DirectX 10.0 Shader Model 4.0 OpenGL 3.3.

## Серия GeForce 9400

### NVIDIA GeForce 9400GT
- Шина PCI Express
- Графическое ядро G96 (55 нм), функционирующее на частоте 550 МГц;
- 16 потоковых процессора;
- 512 Мб DDR2 видеопамяти со 128-битным интерфейсом;
- Потребляемая мощность составляет 50 Вт;
- Совместимость с DirectX 10.0 Shader Model 4.0 OpenGL 3.3.

## Серия GeForce 9300

### NVIDIA GeForce 9300GS
- Шина PCI Express
- Графическое ядро G98 (65 нм), функционирующее на частоте 550 МГц;
- 8 потоковых процессоров;
- 512 Мб или 256 Мб DDR2 видеопамяти с 64-битным интерфейсом;
- Потребляемая мощность составляет 30 Вт;
- Совместимость с DirectX 10.0 Shader Model 4.0 OpenGL 3.3.